# Udinese Calcio 2014-2015
Questa voce raccoglie le informazioni riguardanti l'Udinese Calcio nelle competizioni ufficiali della stagione 2014-2015.

## Stagione
Nella stagione 2014-2015 c'è l'addio di Guidolin che assume la carica di supervisore tecnico, in panchina Andrea Stramaccioni che alla Roma prima e all'Inter poi, tante buone prospettive ha mostrato nel lavoro con i giovani. Per questa stagione l'Udinese punta tutto sui giovani, e parte fortissimo con quattro vittorie ed un pari nelle prime sei giornate. Poi il giocattolo si rompe, la classifica riporta i bianconeri nelle zone basse. Le 14 reti firmate da Antonio Di Natale tengono a galla l'Udinese in un finale di torneo negativo, il torneo si chiude con quattro sconfitte di fila. Nel girone di andata l'Udinese ha raccolto 24 punti, nel ritorno ne mette insieme solo 17, chiudendo il campionato con 41 punti in diciottesima posizione. Nella Coppa Italia buono il debutto nel terzo turno (5-1) alla Ternana, nel quarto turno (4-2) al Cesena, negli ottavi esce dal torneo perdendo a Napoli (5-4) ai rigori, dopo aver pareggiato (2-2) dopo i supplementari.

## Divise e sponsor
| Casa | Trasferta | Terza divisa | Quarta |

## Organigramma societario
Area direttiva:
- Presidente: Franco Soldati
- Presidente onorario: Giampaolo Pozzo
- Direttore Sportivo: Cristiano Giaretta
- Direttore Generale: Franco Collavino
- Responsabile amministrazione/Finanza e controllo: Alberto Rigotto

Area organizzativa:
- Team Manager: Luigi Infurna
- Insegnante di italiano: Giorgio Alafoggiannis
- Tutor: Filippo Lupi
- Magazzinieri: Sandro Miculan, Marco Scotto e Ashine Tadesse
- Giardiniere: Paolo Pussini
- Chef: Marco Coccolo

Area marketing:
- Ufficio marketing: HS01 srl
- Responsabile marketing: Massimiliano Ferrigno

Area comunicazione:
- Ufficio stampa e comunicazioni:Francesco Pezzella e Gabriele Bruni

Area tecnica:
- Supervisore:Francesco Guidolin
- Allenatore: Andrea Stramaccioni
- Allenatori in seconda: Dejan Stanković
- Collaboratori tecnici: Paolo Milano
- Preparatori atletici: Federico Pannoncini, Andrea D'Urso, Alessandro De Guidi
- Preparatori atletici recupero infortunati: Paolo Artico, Alberto Botter
- Preparatore dei portieri: Alex Brunner, Alessandro Nista

Area sanitaria:
- Responsabile sanitario: Claudio Rigo
- Medici addetto alla prima squadra: Fabio Tenore
- Medico sociale: Riccardo Zero
- Responsabile area nutrizionale - endocrinologo: Claudio Noacco
- Fisioterapisti: Marco Patat, Alessio Lovisetto, Michele Turloni, Gabriele Mattiussu, Carlos Moreno Pedrosa, Giovanni Piani, Pasquale Juliano
- Podologo: Dario Troìa

## Rosa
Rosa, numerazione e ruoli, tratti dal sito ufficiale, sono aggiornati al 31 gennaio 2015.
| N. |                       | Ruolo | Calciatore                   |
| -- | --------------------- | ----- | ---------------------------- |
| 1  | Serbia (bandiera)     | P     | Željko Brkić                 |
| 2  | Mali (bandiera)       | D     | Molla Wague                  |
| 5  | Brasile (bandiera)    | D     | Danilo                       |
| 6  | Brasile (bandiera)    | C     | Allan                        |
| 7  | Ghana (bandiera)      | C     | Emmanuel Agyemang-Badu       |
| 8  | Portogallo (bandiera) | C     | Bruno Fernandes              |
| 9  | Croazia (bandiera)    | A     | Stipe Perica                 |
| 10 | Italia (bandiera)     | A     | Antonio Di Natale (capitano) |
| 11 | Italia (bandiera)     | D     | Maurizio Domizzi             |
| 13 | Colombia (bandiera)   | A     | Alexis Zapata                |
| 18 | Croazia (bandiera)    | D     | Igor Bubnjić                 |
| 19 | Brasile (bandiera)    | C     | Guilherme                    |
| 21 | Svezia (bandiera)     | C     | Melker Hallberg              |
| 22 | Italia (bandiera)     | P     | Simone Scuffet               |
| 23 | Brasile (bandiera)    | C     | Jadson                       |

| N. |                     | Ruolo | Calciatore        |
| -- | ------------------- | ----- | ----------------- |
| 24 | Colombia (bandiera) | A     | Luis Muriel       |
| 26 | Italia (bandiera)   | C     | Giovanni Pasquale |
| 27 | Svizzera (bandiera) | C     | Silvan Widmer     |
| 31 | Grecia (bandiera)   | P     | Orestīs Karnezīs  |
| 33 | Grecia (bandiera)   | C     | Panagiōtīs Kone   |
| 34 | Brasile (bandiera)  | D     | Gabriel Silva     |
| 66 | Italia (bandiera)   | C     | Giampiero Pinzi   |
| 75 | Francia (bandiera)  | D     | Thomas Heurtaux   |
| 77 | Francia (bandiera)  | A     | Cyril Théréau     |
| 82 | Spagna (bandiera)   | A     | Alexandre Geijo   |
| 89 | Paraguay (bandiera) | C     | Iván Piris        |
| 94 | Uruguay (bandiera)  | A     | Rodrigo Aguirre   |
| 95 | Brasile (bandiera)  | A     | Lucas Evangelista |
| 97 | Italia (bandiera)   | P     | Alex Meret        |

## Calciomercato

### Sessione estiva(dal 1/07 al 31/08)
| Acquisti | Acquisti          | Acquisti       | Acquisti      |
| R.       | Nome              | da             | Modalità      |
| -------- | ----------------- | -------------- | ------------- |
| P        | Orestīs Karnezīs  | Granada        | fine prestito |
| D        | Molla Wague       | Granada        | prestito      |
| D        | Andrea Coda       | Livorno        | fine prestito |
| D        | Iván Piris        | Dep. Maldonado | prestito      |
| D        | Neuton            | Novara         | fine prestito |
| D        | Paweł Bochniewicz | Reggina        | definitivo    |
| D        | Mauro Coppolaro   | Reggina        | definitivo    |
| C        | Guilherme         | Corinthians    | definitivo    |
| C        | Panagiōtīs Kone   | Bologna        | definitivo    |
| C        | Davide Faraoni    | Watford        | fine prestito |
| C        | Pablo Armero      | Napoli         | fine prestito |
| C        | Nicola Belmonte   | Siena          | definitivo    |
| C        | Manuel Puntar     | Chievo         | definitivo    |
| C        | Lucas Evangelista | San Paolo      | definitivo    |
| C        | Panos Armenakas   | Watford        | definitivo    |
| C        | Albert Riera      | Galatasaray    | definitivo    |
| C        | Melker Hallberg   | Kalmar         | definitivo    |
| C        | Giovanni Pasquale | Torino         | fine prestito |
| C        | Nabil Jaadi       | Anderlecht     | definitivo    |
| C        | Valerio Verre     | Roma           | definitivo    |
| A        | Alexandre Geijo   | Maiorca        | fine prestito |
| A        | Alexis Zapata     | Granada        | definitivo    |
| A        | Cyril Théréau     | Chievo         | definitivo    |

| Cessioni | Cessioni          | Cessioni          | Cessioni      |
| R.       | Nome              | a                 | Modalità      |
| -------- | ----------------- | ----------------- | ------------- |
| P        | Francesco Benussi | Verona            | definitivo    |
| P        | Ivan Kelava       | Carpi             | prestito      |
| D        | Dušan Basta       | Lazio             | definitivo    |
| D        | Naldo             | Getafe            | prestito      |
| D        | Fanchone          | Petrolul Ploiești | definitivo    |
| D        | Daniele Mori      | Ascoli            | prestito      |
| D        | Naldo             | Getafe            | prestito      |
| C        | Roberto Pereyra   | Juventus          | prestito      |
| C        | Andrea Lazzari    | Fiorentina        | fine prestito |
| C        | Pablo Armero      | Milan             | prestito      |
| C        | Maicosuel         | Atlético Mineiro  | definitivo    |
| C        | Valerio Verre     | Perugia           | prestito      |
| C        | Merkel            | Grasshoppers      | prestito      |
| C        | Yebda             | Granada           | fine prestito |
| C        | Edenilson         | Genoa             | prestito      |
| C        | Frano Mlinar      | Aarau             | prestito      |
| C        | Romero            | Real Saragozza    | prestito      |
| A        | Nico López        | Verona            | prestito      |
| A        | Aguirre           | Empoli            | prestito      |
| A        | Davide Marsura    | Genoa             | prestito      |
| A        | Gabriel Torje     | Konyaspor         | prestito      |
| A        | Piotr Zieliński   | Empoli            | prestito      |

### Sessione invernale (dal 5/1 al 2/2)
| Acquisti | Acquisti        | Acquisti | Acquisti      |
| R.       | Nome            | da       | Modalità      |
| -------- | --------------- | -------- | ------------- |
| P        | Ivan Kelava     | Carpi    | fine prestito |
| A        | Rodrigo Aguirre | Empoli   | fine prestito |
| C        | Michal Pechacek | Teplice  | prestito      |
| A        | Stipe Perica    | Chelsea  | prestito      |

| Cessioni | Cessioni          | Cessioni       | Cessioni   |
| R.       | Nome              | a              | Modalità   |
| -------- | ----------------- | -------------- | ---------- |
| C        | Albert Riera      |                | svincolato |
| D        | Masahudu Alhassan | Latina         | prestito   |
| P        | Željko Brkić      | Cagliari       | prestito   |
| D        | Nicola Belmonte   | Catania        | definitivo |
| D        | Andrea Coda       | Sampdoria      | definitivo |
| A        | Luis Muriel       | Sampdoria      | definitivo |
| C        | Nabil Jaadi       | Latina         | prestito   |
| D        | Davide Faraoni    | Perugia        | prestito   |
| P        | Ivan Kelava       | Spartak Trnava | prestito   |

## Risultati

### Serie A

#### Girone di andata
| Arbitro: | Di Bello (Brindisi) |

|                    |           |  |
| Di Natale 57’, 62’ | Marcatori |  |

| Arbitro: | Damato (Barletta) |

|                        |           |  |
| Tévez 8’ Marchisio 75’ | Marcatori |  |

| Arbitro: | Tagliavento (Terni) |

|            |           |  |
| Danilo 70’ | Marcatori |  |

| Arbitro: | Rocchi (Firenze) |

|  |           |             |
|  | Marcatori | 26’ Théréau |

| Arbitro: | Calvarese (Teramo) |

|                                             |           |                                |
| Di Natale 28’, 45’ Heurtaux 58’ Théréau 83’ | Marcatori | 22’ Mauri 45+4’ (rig.) Cassano |

| Arbitro: | Mariani (Roma) |

|               |           |                       |
| Fernandes 62’ | Marcatori | 90+2’ (rig.) Cascione |

| Arbitro: | Russo (Nola) |

|                  |           |  |
| Quagliarella 62’ | Marcatori |  |

| Arbitro: | Tommasi (Bassano del Grappa) |

|                          |           |  |
| Di Natale 6’ Théréau 36’ | Marcatori |  |

| Arbitro: | Massa (Imperia) |

|                                   |           |  |
| Babacar 44’, 70’ Borja Valero 80’ | Marcatori |  |

| Arbitro: | Irrati (Pistoia) |

|                         |           |                                             |
| Di Natale 1’ Widmer 41’ | Marcatori | 21’ Marchese 25’ Falque 54’ Matri 87’ Kucka |

| Arbitro: | Doveri (Roma) |

|                   |           |            |
| Dybala 42’ (rig.) | Marcatori | 5’ Théréau |

| Arbitro: | Cervellera (Taranto) |

|                 |           |                 |
| Di Natale 45+1’ | Marcatori | 74’ Radovanović |

| Arbitro: | Valeri (Roma) |

|                       |           |  |
| Ménez 65’ (rig.), 75’ | Marcatori |  |

| Arbitro: | Gervasoni (Mantova) |

|            |           |                           |
| Icardi 44’ | Marcatori | 60’ Fernandes 71’ Théréau |

| Arbitro: | Peruzzo (Schio) |

|               |           |                                   |
| Di Natale 31’ | Marcatori | 45+1’ Toni 46’ Christodoulopoulos |

| Arbitro: | Irrati (Pistoia) |

|                           |           |                      |
| Obiang 15’ Gabbiadini 60’ | Marcatori | 31’ Geijo 34’ Danilo |

| Arbitro: | Guida (Torre Annunziata) |

|  |           |            |
|  | Marcatori | 17’ Astori |

| Arbitro: | Massa (Imperia) |

|          |           |             |
| Zaza 15’ | Marcatori | 26’ Théréau |

| Arbitro: | Di Bello (Brindisi) |

|                       |           |                                    |
| Allan 55’ Théréau 56’ | Marcatori | 39’ João Pedro 90+1’ (rig.) Avelar |

#### Girone di ritorno
| Arbitro: | Ghersini (Genova) |

|                     |           |                          |
| Saponara 37’ (rig.) | Marcatori | 19’ Di Natale 60’ Widmer |

| Udine 1º febbraio 2015, ore 15:00 CET 21ª giornata | Udinese             | 0 – 0 referto | Juventus | Stadio Friuli (11.241 spett.)\| Arbitro: \| Gervasoni (Mantova) \| |
| Arbitro:                                           | Gervasoni (Mantova) |               |          |                                                                    |

| Arbitro: | Di Bello (Brindisi) |

|                                              |           |             |
| Mertens 8’ Gabbiadini 21’ Théréau 59’ (aut.) | Marcatori | 27’ Théréau |

| Arbitro: | Massa (Imperia) |

|  |           |                     |
|  | Marcatori | 23’ (rig.) Candreva |

| Arbitro: | Cervellera (Taranto) |

|            |           |  |
| Varela 70’ | Marcatori |  |

| Arbitro: | Doveri (Roma) |

|               |           |  |
| Rodriguez 76’ | Marcatori |  |

| Arbitro: | Rizzoli (Bologna) |

|                                             |           |                              |
| Di Natale 17’ Molinaro 25’ (aut.) Wague 49’ | Marcatori | 15’ Quagliarella 69’ Benassi |

| Bergamo 15 marzo 2015, ore 15:00 CET 27ª giornata | Atalanta         | 0 – 0 referto | Udinese | Stadio Atleti Azzurri d'Italia (14.073 spett.)\| Arbitro: \| Rocchi (Firenze) \| |
| Arbitro:                                          | Rocchi (Firenze) |               |         |                                                                                  |

| Arbitro: | Irrati (Pistoia) |

|                    |           |                |
| Wague 15’ Kone 62’ | Marcatori | 50’, 53’ Gómez |

| Arbitro: | Mazzoleni (Bergamo) |

|             |           |             |
| De Maio 19’ | Marcatori | 68’ Théréau |

| Arbitro: | Tommasi (Bassano del Grappa) |

|               |           |                                 |
| Di Natale 81’ | Marcatori | 15’ Lazaar 21’ Rigoni 66’ Čočev |

| Arbitro: | Massa (Imperia) |

|                |           |                  |
| Pellissier 39’ | Marcatori | 71’ (aut.) Cesar |

| Arbitro: | Damato (Barletta) |

|                    |           |             |
| Pinzi 58’ Badu 74’ | Marcatori | 88’ Pazzini |

| Arbitro: | Rocchi (Firenze) |

|               |           |                                |
| Di Natale 50’ | Marcatori | 48’ (rig.) Icardi 65’ Podolski |

| Arbitro: | Cervellera (Taranto) |

|  |           |               |
|  | Marcatori | 62’ Di Natale |

| Arbitro: | Di Bello (Brindisi) |

|                      |           |                                        |
| Di Natale 87’ (rig.) | Marcatori | 25’, 62’ Soriano 80’ Acquah 89’ Duncan |

| Arbitro: | Banti (Livorno) |

|                              |           |            |
| Nainggolan 45’ Torosidis 65’ | Marcatori | 19’ Perica |

| Arbitro: | Abisso (Palermo) |

|  |           |                |
|  | Marcatori | 71’ Magnanelli |

| Arbitro: | Manganiello (Pinerolo) |

|                                                        |           |                                       |
| Sau 13’ João Pedro 19’ M'Poku 79’ Fernandes 85’ (aut.) | Marcatori | 44’ Aguirre 81’ Fernandes 88’ Théréau |

### Coppa Italia

#### Turni preliminari
| Arbitro: | Peruzzo (Schio) |

|                                          |           |              |
| Di Natale 19’, 29’, 43’, 75’ Thereau 80’ | Marcatori | 34’ Ceravolo |

| Arbitro: | Tommasi (Bassano del Grappa) |

|                                                      |           |                     |
| Allan 20’ Fernandes 44’ Evangelista 99’ Thereau 114’ | Marcatori | 4’ Djurić 55’ Succi |

#### Fase Finale
| Arbitro: | Orsato (Schio) |

|                                         |                      |                                          |
| Jorginho 65’ (rig.) Hamšík 99’          | Marcatori            | 58’ Théréau 104’ Kone                    |
| de Guzmán Jorginho Mesto Hamšík Higuaín | Tiri di rigore 5 – 4 | B. Fernandes Guilherme Kone Danilo Allan |

## Statistiche

### Statistiche di squadra
Statistiche aggiornate al 23 gennaio 2015.
| Competizione | Punti | In casa | In casa | In casa | In casa | In casa | In casa | In trasferta | In trasferta | In trasferta | In trasferta | In trasferta | In trasferta | Totale | Totale | Totale | Totale | Totale | Totale | D.R |
| Competizione | Punti | G       | V       | N       | P       | Gf      | Gs      | G            | V            | N            | P            | Gf           | Gs           | G      | V      | N      | P      | Gf     | Gs     | D.R |
| ------------ | ----- | ------- | ------- | ------- | ------- | ------- | ------- | ------------ | ------------ | ------------ | ------------ | ------------ | ------------ | ------ | ------ | ------ | ------ | ------ | ------ | --- |
| Serie A      | 41    | 19      | 6       | 5       | 8       | 26      | 29      | 19           | 4            | 6            | 9            | 17           | 27           | 38     | 10     | 11     | 17     | 43     | 56     | -13 |
| Coppa Italia | -     | 2       | 2       | 0       | 0       | 9       | 3       | 1            | 0            | 0            | 1            | 2            | 2            | 3      | 2      | 0      | 1      | 11     | 5      | +6  |
| Totale       | 41    | 21      | 8       | 5       | 8       | 35      | 32      | 20           | 4            | 6            | 10           | 19           | 29           | 41     | 12     | 11     | 18     | 62     | 61     | +1  |

### Andamento in campionato
| Giornata  | 1 | 2  | 3 | 4 | 5 | 6 | 7 | 8 | 9 | 10 | 11 | 12 | 13 | 14 | 15 | 16 | 17 | 18 | 19 | 20 | 21 | 22 | 23 | 24 | 25 | 26 | 27 | 28 | 29 | 30 | 31 | 32 | 33 | 34 | 35 | 36 | 37 | 38 |
| --------- | - | -- | - | - | - | - | - | - | - | -- | -- | -- | -- | -- | -- | -- | -- | -- | -- | -- | -- | -- | -- | -- | -- | -- | -- | -- | -- | -- | -- | -- | -- | -- | -- | -- | -- | -- |
| Luogo     | C | T  | C | T | C | C | T | C | T | C  | T  | C  | T  | T  | C  | T  | C  | T  | C  | T  | C  | T  | C  | T  | T  | C  | T  | C  | T  | C  | T  | C  | C  | T  | C  | T  | C  | T  |
| Risultato | V | P  | V | V | V | N | P | V | P | P  | N  | N  | P  | V  | P  | N  | P  | N  | N  | V  | N  | P  | P  | P  | P  | V  | N  | N  | N  | P  | N  | V  | P  | V  | P  | P  | P  | P  |
| Posizione | 3 | 10 | 5 | 3 | 3 | 4 | 5 | 3 | 6 | 8  | 8  | 8  | 9  | 8  | 9  | 9  | 12 | 12 | 12 | 9  | 12 | 13 | 13 | 13 | 14 | 12 | 12 | 13 | 13 | 14 | 15 | 13 | 15 | 13 | 14 | 16 | 16 | 16 |

Fonte:  Serie A – Classifiche, su sport.sky.it, Sky Sport. URL consultato il 25 settembre 2014 (archiviato dall'url originale l'11 settembre 2014).
Legenda:

Luogo: C = Casa; T = Trasferta. Risultato: V = Vittoria; N = Pareggio; P = Sconfitta.